# Crippled Eagles
Les Crippled Eagles étaient le nom informel d'un groupe d'expatriés américains qui servirent dans les forces de sécurité rhodésiennes pendant la guerre du bush de Rhodésie du Sud. Le nom et l'emblème proviennent de l'auteur Robin Moore, qui offrit une maison à Salisbury comme lieu de rencontre pour les Américains qui servaient dans les différentes unités des forces de sécurité, mais qui n'avaient pas leur propre unité. Le nom "Crippled Eagle" (les "aigles blessés" ou les "aigles estropiés") et leur badge étaient censés symboliser ce qu'ils considéraient comme leur abandon par le gouvernement américain. Robin Moore et Barbara Fuca ont essayé de publier un livre avec le même titre mais, en raison de la controverse politique, le livre fut refusé par les éditeurs. Il ne parut qu'en 1991, sous le titre de The White Tribe. 

## Contexte
L'une des raisons pour lesquelles de nombreux citoyens américains rejoignirent les Crippled Eagles fut les articles publiés dans le magazine Soldier of Fortune sur la guerre de Rhodésie expliquant notamment comment s'engager dans l'armée rhodesienne. De 1976 à 1980, presque chaque numéro contenait un ou plusieurs articles sur le conflit en cours,. Le premier numéro du magazine en 1975 contenait en fait deux de ces articles, incitant certains Américains à se rendre en Rhodésie. Après 1980, leur attention se tourna vers l'Angola, Soweto et d'autres points chauds dans le monde. 
Environ 300 Américains, certains ayant une expérience de combat au Vietnam et sur d'autres théâtres, d'autres sans aucune expérience, se portèrent volontaires pour combattre dans les forces de sécurité rhodésiennes pendant la guerre de Rhodésie en tant que soldats ordinaires, gagnant un salaire en monnaie locale égal à celui d'un rhodésien régulier, dans les mêmes conditions de service. Les Américains eurent sept tués au combat et de nombreux autres furent blessés, certains mutilés à vie. Cinq servirent dans l'unité la plus prestigieuse de Rhodésie, les Selous Scouts. 

## Membres tués
Au cours de l'existe de l'unité, sept citoyens américains trouvèrent la  morts en Rhodésie: 
| Nom                   | Rang    | Numéro de force rhodésienne | Date de mort    | Détails |
| --------------------- | ------- | --------------------------- | --------------- | --- |
| John Alan Coey        | Caporal | 725702                      | 19 juillet 1975 | John Alan Coey est diplômé de l'Ohio State University en 1972 et s'est rendu en Rhodésie à l'issue de son diplôme. Il a d'abord servi dans le Rhodesian Special Air Service (Rhodesian SAS), puis dans le Rhodesian Light Infantry (RLI), au Second Commando, puis avec le Rhodesian Army Medical Corps. Il fut tué au combat le 19 juillet 1975. Il fut le premier Américain des Crippled Eagles à mourir pour la Rhodésie. Son journal, A Martyr Speaks, a été publié à titre posthume en 1988. |
| George William Clarke | Soldat  | 728197                      | 15 mai 1977     | Clarke est né au Canada, il est issu d'une famille de neuf enfants. Il a vécu en Afrique du Sud, puis en Californie du Sud, selon certaines sources. Il était un vétéran du Vietnam, servant dans le Corps des Marines des États-Unis, et fut décoré du Purple Heart à deux reprises au cours de sa carrière maritime. Avant de se joindre au Rhodesian Light Infantry (RLI), Clarke travailla comme ambulancier à Richmond, Colombie-Britannique, Canada (EHSC). Il avait 28 ans lorsqu'il fut tué au combat. Il servit au RLI, et au Commando de soutien. Il fut tué le 15 mai 1977 autour de Mtoko, dans le Tribal Trust Land, à l'intérieur de la Rhodésie proprement dite. |
| Richard L. Biederman  | Sergent | 726685                      | 6 décembre 1977 | Biederman était du Minnesota. Il servit comme sergent au Rhodesian SAS. Biederman était membre du NSWPP. Il est décédé en service actif le 6 décembre 1977, dans la province de Gaza au Mozambique, des tirs amis lors d'une patrouille SAS,. |
| Frank P. Battaglia    | Soldat  | 728515                      | 6 mars 1978     | Battaglia est né en Floride, mais a ensuite déménagé à New York. Il était un vétéran du Vietnam ayant servi dans la 173e Airborne de l' armée américaine où il aurait été blessé à deux reprises. Il a également effectué un contrat complet avec la Légion étrangère espagnole. Il est venu en Rhodésie avec sa femme et rejoignit l'unité de formation de l'escadron C SAS. Après une formation SAS, il rejoignit le Rhodesian Light Infantry (RLI), 3e Commando, 14e Section. Il fut tué au combat le 6 mars 1978, autour de Kavalamanja en Zambie lors de l'opération Turmoil, par une mitrailleuse de l'armée populaire révolutionnaire du Zimbabwe. L'épouse de Battaglia a servi dans la Rhodesian Air Force, en tant que plieuse de parachutes. Il était un joueur de poker passionné donné quelques leçons de poker aux jeunes soldats rhodésiens tout en jouant des parties,. |
| Joseph Patrick Byrne  | Soldat  | 728721                      | 26 octobre 1978 | Joseph Patrick Byrne était un Irlandais-Américain de Kearney, New Jersey. Il rejoint l'armée rhodésienne en octobre 1977. Il était un habitué des groupes de volontaires étrangers qui se retrouvaient à l'hôtel Monomatapa et un ami de l'auteur américain Robin Moore. Il rejoint le 3e Commando du Rhodesian Light Infantry (RLI) le 24 mars 1978 après avoir recruté 162 personnes. Il fut tué au combat lors de l'Opération Repulse à l'âge de 26 ans, le 26 octobre 1978, autour de Middle Sabi ou Lower Sabi à l'intérieur du Mutema Tribal Trust Land, en Rhodésie même lorsque sa patrouille essuya des tirs dans une zone dépourvue de couvert. |
| Stephen Michael Dwyer | Soldat  | 729803                      | 16 juillet 1979 | Stephen Michael Dwyer était de Boston, Massachusetts. Il avait été déployé en Corée US Marine Corps. Il rejoint le Rhodesian Light Infantry (RLI), 3e Commando. Il fut tué au combat à l'âge de 27 ans, alors qu'il venait en aide à un compatriote américain mortellement blessé, Hugh John McCall, le 16 juillet 1979 dans la région de Buffalo Range, en Rhodésie. |
| Hugh John McCall      | Sergent | 727941                      | 16 juillet 1979 | Hugh John McCall était un vétéran du Vietnam, ayant servi dans la 173rd Airborne de l' armée américaine. Il fut tué au combat le 16 juillet 1979 dans la région de Buffalo Range, en Rhodésie proprement dite. Un livre bien connu sur la guerre de Rhodesian Bush, écrit par Chris Cocks, est dédié à sa mémoire. |

## Remarques
1. ↑  « SALUTE THE TROOPERS », rhodesia.nl, 2009 (consulté le 30 mars 2009)
2. ↑  Robin Moore and Barbara Fuca, The White Tribe, Affiliated Writers of America/Publishers, 1991, 522 p. (ISBN 978-1-879915-03-9)
3. ↑  Churchill, « U.S. Mercenaries in Southern Africa: The Recruiting Network and U.S. Policy », Africa Today, vol. 27, no No. 2, 2nd Qtr.,‎ 1980, p. 21–46 (JSTOR 4185921)
4. ↑  Taulbee, « Soldiers of fortune: A legal leash for the dogs of war? », Defense Analysis, vol. 1, no 3,‎ 1985, p. 187–203 (DOI 10.1080/07430178508405203)
5. ↑  St. Amant, « Soldier of fortune: Infantry Center’s Command Sgt. Maj. Mike Kelso », The Bayonet, United States Army Training and Doctrine Command, 29 avril 2005 (consulté le 2 août 2013)
6. ↑  Paul L. Moorcraft et Peter McLaughlin, The Rhodesian War: A Military History, Barnsley, Pen and Sword Books, avril 2008 (1re éd. 1982) (ISBN 978-1-84415-694-8), p. 52
7. ↑  A brief biography of John Early
8. ↑  Alexandre Binda, The Saints: The Rhodesian Light Infantry, Johannesburg, 30° South Publishers, 2008, 527–529 p. (ISBN 978-1-920143-07-7)
9. ↑  Pg 59 – Gerald Horne, From the Barrel of a Gun: The United States and the War against Zimbabwe, 1965–1980, The University of North Carolina Press, 2001 (ISBN 978-0-8078-4903-3), p. 400
10. ↑  « RHODESIAN ROLL OF HONOUR (A-C) », mazoe.com, 2007 (consulté le 30 mars 2009) : « Biederman, Richard L., Sergeant – Special Air Service – DOAS in an accidental shooting in Mozambique – 06-Dec-77 »
11. ↑  « Roll of Honour », Rhodesian SAS Roll of Honour, 2018 (consulté le 27 janvier 2019)
12. ↑  « American National Socialists in Rhodesia’s Struggle for Racial Freedom », Martin Kerr, 2018 (consulté le 27 janvier 2019)
13. ↑  « SGT Richard "Dick" Louis Biederman », find a grave, 2018 (consulté le 27 janvier 2019)
14. ↑  « Frank P. Battaglia » [archive du 4 décembre 2008], therli, 2009 (consulté le 30 mars 2009)
15. ↑  Wall Street Journal 30 April 1979
16. ↑  Gerald Horne, From the Barrel of a Gun: The United States and the War against Zimbabwe, 1965–1980, The University of North Carolina Press, 2001 (ISBN 978-0-8078-4903-3), p. 400
17. ↑  Chris Cocks, Fireforce: One Man's War in the Rhodesian Light Infantry, Covos Day (ISBN 978-1-919874-32-6), p. 296